# فريدريك غراب
فريدريك غراب هو سياسي أسترالي، ولد في 1844 في لاونسستون في أستراليا، وتوفي في 28 أبريل 1923. انتخب عضو المجلس التشريعي التاسماني ‏.